# البراءة (فلم 1923)
البراءة (بالإنجليزية: The Acquittal) هو فيلم أبيض وأسود أمريكي صامت إنتاج عام 1923 يستند إلى مسرحية تحمل الاسم نفسه لريتا وايمان. أخرج الفيلم كلارنس براون ، الذي بدأ لاحقًا مسيرة طويلة في مترو غولدوين ماير. الفيلم من بطولة نورمان كيري وكلير وندسور وريتشارد ترافرز وباربرا بيدفورد. تم إصدار الفيلم بواسطة يونيفرسال بيكشرز. يحكى قصة رجل ثري يشتبه في قتله من أحدى أبناءه بالتبني. ثم تثبت براءته.

## ملخص
من قتل أندرو برنتيس؟ يُحاكم كينيث وينثروب بتهمة قتل والده ، أندرو برنتيس. وشقيقه بالتبني روبرت أرمسترونغ هو المتهم. كلاهما يحب مادلين ، التي اختارت وينثروب. يدعي أرمسترونغ أن إديث كريج ، مخطوبة سرا للرجل الميت ، وأن وينثروب كانا في حالة حب ، لكن هذا غير مصدق. يتم تقديم أدلة ظرفية تقدم الوقت كما هو محدد بساعة معينة. تكتشف مادلين أن ما أخذوه على مدار الساعة في نافذة متجر الجزار كان مقياسًا دائريًا للحوم ، وتبقى يده عند اثني عشر ، أعلى الميزان ، عندما لا تكون قيد الاستخدام. هذا الاكتشاف يبرهن زوجها. يقدم مفتش بريد خطابًا مكتوبًا في ليلة جريمة القتل من قبل برنتيس، والذي سُرق في بريد إلكتروني وتم استعادته. هذه الرسالة تحل اللغز كله وتضع الذنب على أكتاف برنتيس ، الذي يعترف بعد ذلك وينتحر. تجد مادلين السعادة أخيرًا مع أرمسترونج ، الذي أحبها دائمًا.

## روابط خارجية
- البراءة  في قاعدة بيانات الأفلام على الإنترنت (بالإنجليزية)
- The Acquittal على فهرس معهد الفيلم الأمريكي
- The Acquittal في قاعدة بيانات تيرنر كلاسيك موفيز للأفلام.
- The Acquittal at the قاعدة بيانات برودواي على الإنترنت
- Lobby card cluster (archived)